# Бондаренко Валентин Васильович
Валенти́н Васи́льович Бондаре́нко (нар. 16 лютого 1937, Харків — 23 березня 1961, Москва) — радянський льотчик-винищувач, член першого загону космонавтів СРСР.

## Біографія
Валентин Бондаренко народився у Харкові. Батько й мати працювали на хутряній фабриці
У 1944—1951 рр. навчався в семирічній школі № 115 Харкова. У 1954 році закінчив чоловічу середню школу № 93 Харкова, також закінчив відділення пілотів Харківського обласного аероклубу.
1954 р. вступив до Ворошиловградського військового авіаційного училища льотчиків (ВАУЛ), в 1955 році був переведений до Грозненського ВАУЛ, а в 1956 р. був переведений до Армавірського ВАУЛ, яке закінчив у 1957 році.
З грудня 1957 р. служив старшим льотчиком у частинах військово-повітряних сил. Військовий льотчик 3-го класу, старший лейтенант.
28 квітня 1960 р. зарахований на посаду слухача-космонавта Центру підготовки космонавтів ВВС у складі першого загону радянських космонавтів. Проходив загальнокосмічну підготовку до космічного польоту на кораблі «Восток».
Валентин Бондаренко проходив чергове тренування в сурдобарокамері. У кінці випробування припустився непоправної помилки. Після закінчення медичних тестів він зняв з себе давачі, які були закріплені на його тілі, протер місця, де вони були, змоченою у спирті ватою і необережно викинув цей шматочок вати. Вата потрапила на спіраль розжареної електроплитки і миттєво спалахнула. В атмосфері чистого кисню вогонь швидко розповсюдився на всю камеру. На Бондаренкові зажеврів тренувальний костюм. Через великий перепад тиску було неможливо швидко відкрити сурдобарокамеру. Коли камеру відкрили, Бондаренко був ще живий. Його доправили до лікарні, де лікарі боролися за його життя, але безуспішно. Через вісім годин Валентин Бондаренко помер від отриманих опіків. Він похований на 10-му міському кладовищі м. Харкова, в якому жили його батьки.
Бондаренко був одружений і мав сина. Після загибелі Бондаренка його дружина Ганна залишилася працювати в центрі підготовки космонавтів, його син Олександр став військовим льотчиком.
У Радянському Союзі все, пов'язане з космосом, було цілком таємним. Про загибель Валентина Бондаренка ніде не було оголошено, неначе такої людини не існувало. Перші відомості про Бондаренка та його загибель з'явилися на Заході тільки в 1980 році, в Радянському Союзі — в 1986 р. у статті Ярослава Голованова в газеті «Известия».

## Вшанування
Ім'ям Бондаренка названий один з кратерів на Місяці (діаметр кратера 30 км; його координати: 17,8° північної широти і 136,3° східної довготи).
З 27 червня 1995 року в Харкові існує провулок Валентина Бондаренка. У липні 2013 року ім'я Бондаренка присвоєно школі № 93 Харкова, випускником якої він був.

## Виноски
1. 1 2  Валентин Васильевич Бондаренко. www.astronaut.ru. Архів оригіналу за 23 січня 2022. Процитовано 12 квітня 2020.
2. ↑  Бондаренко Валентин Васильевич (24 года); Номер ID: 257820. Архів оригіналу за 1 вересня 2021. Процитовано 1 вересня 2021.